# Droits LGBT au Liban
Les personnes lesbiennes, gays, bisexuelles et transgenres (LGBT) au Liban peuvent faire face à des difficultés légales que ne connaissent pas les résidents non-LGBT.
Le Liban avait auparavant une réputation de tolérance en ce qui concerne l'homosexualité, mais cela a été réfuté par une recherche menée par l'Arab barometer en 2019, qui indique que seulement 6 % de la population libanaise accepte les homosexuels ; ce score est inférieur à celui de l'Algérie (26 %) et du Maroc (21 %). Néanmoins, les jeunes démontrent une tolérance un peu plus élevée que les personnes plus âgées. La loi qui criminalise l'homosexualité est toujours en place malgré beaucoup d'efforts afin de la retirer.

## Légalisation de l'homosexualité
L'article 534 du code pénal libanais interdit les relations sexuelles « contraires aux lois de la nature ». En janvier 2014, un juge a acquitté une femme trans, dont l'état civil était toujours masculin, accusée de relations homosexuelles avec un homme, avançant que « l'homosexualité est une exception aux règles, mais elle n'est pas contraire à la nature puisqu'elle fait partie de la nature ». En décrétant que l'homosexualité ne constitue pas une atteinte à la pudeur publique en juillet 2018 lors de l'acquittement de deux homosexuels, la cour d’appel du Mont-Liban montre une évolution de la société en faveur de la dépénalisation.
Plus généralement, cette proscription des « rapports charnels contre-nature » fait l’objet d’interprétations largement variables et contradictoires, d’une cour à l’autre. La répression des personnes LGBT est donc largement discrétionnaire.
Une proposition de loi supprimant l'article 534 et dépénalisant l'homosexualité a été déposé en juillet 2023, et rendu public en août. Elle a entraîné de nombreuses réactions de la société et de divers groupes tels que le Hezbollah, dans un contexte de repli identitaire et de crise économique. Plusieurs agressions envers la communauté LGBTQ+ locale ont été recensées.

## Identité et expression de genre
En septembre 2015, la Cour d'appel civile de Beyrouth reconnaît le droit à un homme transgenre de changer de sexe et d'inscrire le changement sur le registre d'état civil, une première selon l'ONG Agenda légal,. Cette décision est célébrée par les activistes, particulièrement parce qu'elle constitue un précédent auquel pourront se référer les Cour de statut inférieur.